# 普蘭店駅
普蘭店駅（ふらんてんえき）は中華人民共和国遼寧省大連市普蘭店区に位置する駅。1903年開業、瀋陽鉄路局の管轄する3等駅。瀋大線の駅で、瀋陽駅より319km、大連駅より78kmに位置する。当駅には一日約50本、各種の旅客列車が停車する。

## 利用可能な鉄道路線
- 中華人民共和国鉄道部（中国国鉄）
  - 瀋大線

## 歴史
- 1903年：開業。

## 隣の駅
中国国鉄
瀋大線
田家駅 - 普蘭店駅 - 石河駅